# Fritz Müller (Fußballspieler)
Fritz Müller (* 16. Juli 1910 in Karlsruhe; † 3. Juli 1984 ebenda) war ein deutscher Fußballspieler, der als Offensivspieler beim Karlsruher FV, VfB Mühlburg und dem Planitzer SC über Jahre in den Gauligen Baden und Sachsen im Einsatz gewesen war. Für den KFV und Mühlburg hat er in den ersten drei Runden der Gauliga Baden insgesamt 31 Rundenspiele absolviert und 17 Tore erzielt. Nach einer Sperre und der Übersiedlung im Jahr 1936 nach Zwickau war er noch über Jahre beim Planitzer SC aktiv und gehörte deren Meistermannschaft in der Saison 1941/42 in der Gauliga Sachsen an und kam in der Endrunde um die deutsche Fußballmeisterschaft zu drei Einsätzen, in denen er zwei Tore erzielte. In Sachsen war er nach dem 2. Weltkrieg in den 1950er-Jahren auch als Trainer tätig.

## Laufbahn

### Karlsruhe, bis 1936
Der Sohn eines Polizeibeamten aus dem Karlsruher Stadtteil Rüppurr startete seine fußballerische Karriere als 16-Jähriger im Seniorenbereich in der 1. Mannschaft des VfB Karlsruhe. Er gehörte 1926/27 und 1929/30 dessen Aufstiegsmannschaften an und belegte 1930/31 mit dem VfB in der Bezirksliga Baden den 6. Rang. Zur Saison 1931/32 schloss er sich dem Meister Karlsruher FV an. Mit der Mannschaft vom Stadion an der Telegrafenkaserne glückte dem vielgepriesenen Angreifer mit 65:11 Toren und 29:7 Punkten die Titelverteidigung. Der technisch hervorragende Stürmer hatte am 13. September 1931 bei einem 3:0-Erfolg gegen den SC Freiburg in der Ligaelf des KFV debütiert und dabei auch sein erstes Pflichtspieltor für seinen neuen Verein erzielt. In der Verbandsrunde hatte es der KFV unter anderem mit drei Lokalrivalen zu tun gehabt: FC Phönix, FC Mühlburg und dem bisherigen Verein von „Müller-Spitzer“, dem VfB Karlsruhe. Nach dem 4:1-Erfolg in der Rückrunde im Wildpark-Stadion vor 8.000 Zuschauern gegen Gastgeber Phönix hob der Chronist des KFV die glänzende Harmonie im siegreichen Angriff hervor, welcher das Übergewicht gebracht hätte und notierte des Weiteren, „neben den beiden vorzüglichen Flügelstürmern des KFV erwies sich das Fußballtalent Müller (Spitzer) als der zugvollste, gefährlichste und erfolgreichste Stürmer.“
Auch in den nachfolgenden Spielen um die süddeutsche Meisterschaft unterstrich der „Torjäger mit phänomenaler Schusskraft“ seine herausragenden Qualitäten. Nach der Vorrunde lagen „Müller-Spitzer“ und seine Kameraden auf dem 2. Rang. Beim 1:1 gegen die SpVgg Fürth am 24. Januar 1932 erzielte er am Ronhof das 1:1 und beim Rückspiel am 13. März, bei einem 3:0-Heimerfolg gegen die Spielvereinigung, „schoss der Müller-Spitzer so unheimlich scharf auf das Tor von Fürth, dass der eisenharte Verteidiger Hans Hagen, der durch eine Kopfabwehr ein sicheres Tor verhinderte, bewußtlos zu Boden fiel und minutenlang hinter dem Tor behandelt werden mußte.“ Beim 4:2-Heimerfolg am 20. März gegen den württembergischen Vizemeister VfB Stuttgart wurde der temperamentvolle Angreifer vom Platz gestellt, und der KFV fiel in den restlichen Spielen hinter dem FC Bayern München und 1. FC Nürnberg auf den 3. Rang zurück. In der KFV-Chronik wird dazu festgehalten: „Ein ungeheuerer Verlust für die gesamte Mannschaft war die Hinausstellung des besten Stürmers dieser Runde im Spiel gegen den VfB Stuttgart wegen Tätlichkeit: Der Platzverweis von Fritz Müller, genannt Spitzer.“ Müller wurde wegen Tätlichkeit und Schiedsrichterbeleidigung für vier Monate gesperrt und der FC Bayern gewann am 12. Juni 1932 die erste deutsche Meisterschaft.
In seinem zweiten Jahr beim KFV, 1932/33, die letztmals unter Leitung des Süddeutschen Fußball-Verbandes durchgeführt wurde, gelang die Titelverteidigung nicht, der alte Rivale FC Phönix setzte sich in der Meisterschaft durch und der KFV musste sich mit der Vizemeisterschaft begnügen. Der raffinierte Dribbler gehörte aber in dieser Phase bereits zum Stammpersonal der Süddeutschen Auswahl. Er war am 12. Februar 1933 in Marseille bei einem 4:0-Erfolg gegen Südostfrankreich, am 12. März 1933 in Stuttgart bei einem 0:0 gegen Frankreich B und auch beim letzten Repräsentativspiel des Süddeutschen Fußball-Verbandes am 21. Mai 1933 in Le Havre gegen Frankreich B (Normandieauswahl), bei einem 5:3-Erfolg im Einsatz und erzielte an der Seite des dreifachen Torschützen Edmund Conen, wie auch Linksaußen Seppl Fath, einen Treffer.
In das erste Jahr in der neuen Gauliga Baden, 1933/34, startete Müller mit dem KFV mit zwei Erfolgen: Am 10. September 1933 gelang der Rundenstart mit einem 2:1-Heimerfolg gegen den VfL Neckarau, als „Müller-Spitzer“ den Neckarauer Torhüter Otto Diringer mit zwei Treffern bezwang. Es folgte am 16. September ein 1:0-Auswärtserfolg beim späteren Gauligameister SV Waldhof, als er in der 41. Minute einen Elfmeter zum 1:0-Auswärtserfolg gegen den von Ernst Heermann und Otto Siffling angeführten Gastgeber verwandelte. Im Januar 1934 bestritt er beim Rückspiel gegen den SV Waldhof sein letztes Spiel für den KFV – er hatte den KFV in der 58. Minute mit 1:0 in Führung gebracht – er wurde wegen fortgesetzter Unsportlichkeiten und grober Verstöße gegen die Vereinsdisziplin vom KFV freigestellt und vom süddeutschen Fußballverband für ein Jahr gesperrt und damit war die Saison für Müller vorzeitig nach neun Gauligaeinsätzen mit sieben Toren zu Ende.
Er schloss sich zur Runde 1934/35 dem inzwischen zum VfB 05 Mühlburg fusionierten Jugendverein an, wo er an der Seite von Mitspielern wie Eugen Dienert, Gottfried Moser, August Rink, Hans Gruber und Otto Schwörer mit 21:15 Punkten den 5. Rang mit Mühlburg belegte, alle 18 Ligaspiele bestritt und neun Tore erzielte.
Mit der Gauauswahl von Baden scheiterte der offensivfreudige Wirbelwind erst im Halbfinale am 3. März 1935 in Berlin im Wettbewerb um den Bundespokal an Gastgeber Brandenburg mit 0:1. Er bildete dabei mit Halbstürmer Otto Siffling den rechten Flügel der badischen Auswahl. Im Jubiläumsbuch des Süddeutschen Fußball-Verbandes aus dem Jahr 1997 ist notiert: „Auch der vielleicht talentierteste Karlsruher Fußballer, der frühere VfB-Spieler Müller-‘Spitzer‘, kehrte vom KFV zurück; leider machte er zu wenig aus seiner Begabung. Sein oft überschäumendes Temperament ließ auch Reichstrainer Otto Nerz Abstand von einer Berufung in den Nationalkader nehmen.“ Nach vier Spielen in der Folgesaison war dann erst mal Schluss. Müller verlor mit Mühlburg am 17. November 1935 das Auswärtsspiel bei Amicitia Viernheim mit 1:3 und ließ sich nach dem Schlusspfiff zu einem tätlichen Angriff gegenüber dem Schiedsrichter Nagel aus Mannheim-Feudenheim hinreisen. Er wurde „für dauernd“ aus dem Deutschen Fußball-Bund ausgeschlossen.
Obwohl er nur einige Jahre als Fußballer in Karlsruhe aktiv war, gelangte er durch sein aufbrausendes Temperament und seiner exzentrischen Persönlichkeit zu großer Popularität. Das Temperament des „Spitzer“ – es war Fluch und Segen zugleich. Der hochtalentierte Spieler war ein „Hitzeblitz“, einer, der sich oft nicht unter Kontrolle hatte und in just diesen Situationen Dummheiten beging, die sich als Hemmschuh seiner sportlichen Entwicklung in den Weg stellten. Eine solche Dummheit ereignete sich anlässlich eines DFB-Lehrgangs, als er dem Reichstrainer Nerz gegenüber „blank“ zog und danach keine Berücksichtigung mehr im DFB-Kader fand.

### Sachsen
Im Jahr 1936 verlegte Müller seinen Wohnsitz dann ins sächsische Zwickau. Er arbeitete dort bei der bekannten Autofirma „Horch“ und schloss sich als Fußballer dem Planitzer SC an. Auch in Sachsen setzten sich seine fußballerischen Qualitäten durch und er zog 1939/40 mit der Gauligaauswahl von Sachsen im Reichsbundpokal in das Finale ein. An der Seite seiner Vereinskollegen Herbert Seltmann und Herbert Weigel hatte er am 3. Dezember 1939 in Hamburg die Auswahl von Nordmark mit 6:3 besiegt und auf Linksaußen auch einen Treffer erzielt. Beim folgenden 14:1-Kantersieg am 14. Januar 1940 in Leipzig gegen Pommern stürmte er auf Rechtsaußen und im Halbfinalspiel am 16. Juni 1940 gegen den Niederrhein zeigte er seine Vielseitigkeit im Angriff als Mittelstürmer. Beim 3:2-Erfolg in Duisburg nach Verlängerung erzielte er für Sachsen an der Seite seiner Vereinskollegen Heinz Croy (Torhüter), Helmut Schubert, Seltmann und Weigel einen Treffer. Beim 1:3 verlorenen Finale am 30. Juni gegen Bayern war er nicht aktiv. In der Saison 1941/42 gewann „Müller-Spitzer“ mit Planitz die Meisterschaft in der Gauliga Sachsen und zog mit seinem Verein in die Endrunde um die deutsche Fußballmeisterschaft ein. Mit den Schwarz-Gelben aus dem Zwickauer Vorort setzte er sich gegen den LSV Boelcke Krakau (5:2, ein Tor) und den Breslauer SV (2:1 n. V.), in der 102. Minute gelang Müller der Siegtreffer, durch. Am 7. Juni verlor er mit Planitz bei First Vienna Wien mit 2:3 und schied mit Mitspielern wie Karl Dittes, Johannes Breitenstein, Herbert Seltmann und Rudi Voigtmann aus dem Wettbewerb aus.
Während des Krieges geriet Müller in britische Gefangenschaft und traf im kanadischen Kriegsgefangenenlager u. a. auf die deutschen Meister in spe, Philipp Henninger und Jakob Müller vom VfR Mannheim. Laut Leske hat er nach Rückkehr aus der Gefangenschaft noch von 1950 bis 1952 mit über 40 Jahren bei der BSG Motor Zwickau in der DS-Oberliga sechs Ligaspiele absolviert und zwei Tore erzielt.

### Trainer
Die erste Trainertätigkeit übte Müller von Juli bis Dezember 1949 bei ZSG Horch Zwickau aus. Danach folgte der Trainerposten bei BSG Freiheit Wismut Lauter in der DS-Liga 1950/51 in der Südstaffel, ehe er in der Übergangsrunde 1955 bei der BSG Fortschritt Meerane tätig war und dort im August 1956 als Trainer in der DDR-Liga entlassen wurde.

## Privat
Zurück in Karlsruhe engagierte sich der unverheiratete und kinderlose Müller laut der Dokumentation von Ebner noch von 1950 bis 1954 als Spieler beim FV Daxlanden in der 1. Amateurliga Nordbaden. Nach einer kurzfristigen Aushilfe in der Saison 1957/58 beendete er tatsächlich seine Spielerkarriere, ehe er 1959 das Amt des Spielausschuss-Vorsitzenden übernahm. Müller wird mit 98 Spielen in der 1. Amateurliga und 40 Toren gelistet. Als 2. Tenor des Männerchors Karlsruhe-West verbrachte er einen ruhigen Lebensabend. Im Jahr 1984 ist Fritz „Spitzer“ Müller in Karlsruhe verstorben. Im Nachruf des Männerchors wurde er wie folgt gewürdigt: „Mit ihm hat uns eine Persönlichkeit verlassen, ein Original im besten Sinne, einer von jenen Männern, die man nie vergißt.“

## Auszeichnungen
Unter Gefährdung seiner eigenen Gesundheit versorgte Müller im Juli 1954 im vom Hochwasser betroffene eingeschlossenen Zwickauer Menschen mit Nahrungsmitteln und war an der Beseitigung von Schäden beteiligt. Für diesen selbstlosen Einsatz erhielt er eine von der DDR-Regierung gestiftete Goldmedaille.